# Мини-фотолаборатория

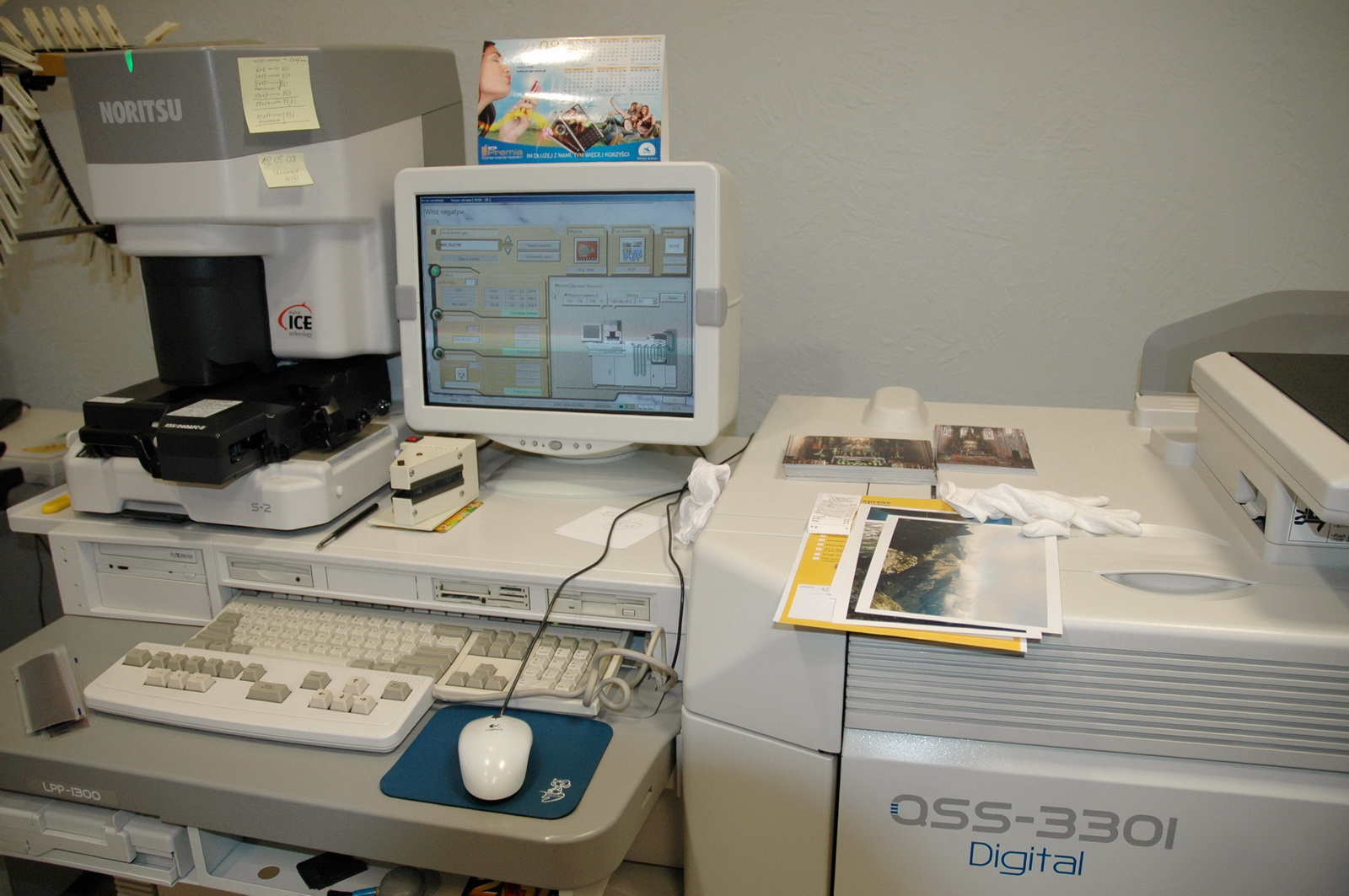
Цифровая мини-фотолаборатория
«Noritsu QSS-3301»

Мини-фотолаборатория, минилаб — комплекс устройств, предназначенный для массовой фотопечати на светочувствительной рулонной фотобумаге, и автоматизирующий все этапы изготовления фотоотпечатка, в том числе определение правильной экспозиции, цветокоррекцию и химико-фотографическую обработку. Аналогичный комплекс, производящий на фотобумаге лазерную печать файлов, полученных с цифрового фотоаппарата или сканера, называется «цифровая мини-фотолаборатория» или цифровой минилаб.

## Особенности
Первые минилабы предназначались для крупных организаций с большими объёмами изготовления фотоотпечатков, чаще всего фотокопий документов. При этом печать велась не на листовую, а на рулонную фотобумагу, более удобную для массовой обработки. Основное развитие технология получила после появления негативно-позитивного цветного фотопроцесса, автоматизировав цветокоррекцию и сложную химико-фотографическую обработку хромогенных фотоматериалов. Первый минилаб для цветной печати «Eastman Kodak 1598 Printer» был выпущен в США в 1942 году. Более поздние модели минилабов были основаны на аддитивном методе цветной фотопечати, позволяющем получать более высокое качество цветопередачи, чем субтрактивный метод, обычно применяемый при ручной печати. По сравнению с традиционной фотолабораторией минилаб занимает значительно меньшую площадь и не требует затемнения рабочего помещения. При этом производительность труда одного оператора-печатника в несколько раз выше фотолаборанта за счёт автоматизации большинства операций. Мини-фотолаборатории позволяют обслуживать фотолюбителей непрерывным потоком, обеспечивая стабильное качество снимков. В то же время профессиональная ручная печать с помощью фотоувеличителя позволяет более гибко управлять масштабом и кадрировкой, а также регулировать плотность отдельных участков снимка.
Первые плёночные минилаборатории предназначались для прямой оптической печати с негатива или слайда на рулонную фотобумагу. При этом формат отпечатка регулировался заменой магазина с фотобумагой одной ширины на другую. Увеличение менялось ступенчато заменой объектива или плавно с помощью зум-объектива. В современных минилабах печать и проявка выполняются в общем агрегате, получившем название принтер-процессора. Экспонированный участок фотобумаги отрезается от рулона и поступает в процессор, а после обработки и сушки разрезается на отдельные прямоугольные отпечатки. В минилабах небольшой производительности разрезка на отдельные листы производится до печати, что повышает удобство при выполнении мелких заказов. Появление цифровых технологий изменило конструкцию минилабов, исключив прямую оптическую печать. Оригинал на плёнке сканируется и после обработки в графическом редакторе полученный файл печатается на фотобумаге с помощью лазерного луча. Это позволяет более гибко управлять параметрами отпечатка и маскировать дефекты и зернистость фотоплёнки, одновременно повышая чёткость снимков. Кроме того, такие минилабы пригодны для печати готовых файлов, в том числе полученных с цифровых фотоаппаратов. 
Большинство современных цифровых минилабов конструктивно выполняются в виде двух отдельных агрегатов, соединяемых кабелем: рабочей станции оператора со сканером, и принтер-процессора, включающего лазерный блок экспонирования фотобумаги и проявочную машину. Наиболее совершенные минилабы допускают подключение к принтер-процессору нескольких рабочих станций, на которых одновременно происходит подготовка файлов изображения к печати. В случае печати с цифровых носителей такие терминалы могут выноситься за пределы рабочей зоны сервис-центра для самостоятельного выбора и кадрировки нужных снимков клиентами. Кроме традиционного химического позитивного процесса цифровые минилабы могут использовать струйный, термосублимационный или иной способ печати фотографий.

## Производители
Среди известных производителей минилабов можно выделить такие фирмы как:
- Agfa
- Copal
- Doli
- Fujifilm (Fujifilm Frontier 500, Fujifilm Frontier 570, Fujifilm Frontier 550, Fujifilm SFA232)
- Kis
- Konica
- Noritsu (Noritsu QSS-3701, Noritsu QSS-3702/03, Noritsu QSS-3501 PLUS, Noritsu LPS-24PRO digital system, Noritsu QSS-32SD Series и QSS-32PRO Series, Noritsu QSS-3501 digital System Ecojet)
- PhotoMEGA
- SMI (Gretag)

## В кинематографе
- «Фото за час» (англ. One Hour Photo), год выхода — 2002, жанр — триллер.